# Campionato nordamericano maschile di pallavolo 1985
Il IX campionato nordamericano maschile di pallavolo si è svolto dal 27 settembre al 6 ottobre 1985 a Santiago de los Caballeros, nella Repubblica Dominicana. Al torneo hanno partecipato 11 squadre nazionali nordamericane e la vittoria finale è andata per la terza volta, la seconda consecutiva, agli Stati Uniti.

## Fase finale

### Finali 1º e 3º posto
|  | Semifinali      | Semifinali      | Semifinali |      |             | Finale 1º/2º posto | Finale 1º/2º posto | Finale 1º/2º posto |  |
|  |                 |                 |            |      |             |                    |                    |                    |  |
|  | Stati Uniti     | Stati Uniti     | 3          |      |             |                    |                    |                    |  |
|  | Stati Uniti     | Stati Uniti     | 3          |      |             |                    |                    |                    |  |
|  | Canada          | Canada          | ?          |      |             |                    |                    |                    |  |
|  | Canada          | Canada          | ?          |      | Stati Uniti | Stati Uniti        | 3                  |                    |  |
|  |                 |                 |            |      | Stati Uniti | Stati Uniti        | 3                  |                    |  |
|  |                 |                 | Cuba       | Cuba | 1           |                    |                    |                    |  |
|  | Cuba            | Cuba            | Cuba       | Cuba | 1           | 3                  |                    |                    |  |
|  | Cuba            | Cuba            |            |      |             | 3                  |                    |                    |  |
|  | Rep. Dominicana | Rep. Dominicana | 0          |      |             | Finale 3º/4º posto | Finale 3º/4º posto | Finale 3º/4º posto |  |
|  | Rep. Dominicana | Rep. Dominicana | 0          |      |             |                    |                    |                    |  |
|  |                 |                 |            |      |             |                    |                    |                    |  |
|  |                 |                 |            |      |             | Canada             | Canada             | 3                  |  |
|  |                 |                 |            |      |             | Canada             | Canada             | 3                  |  |
|  |                 |                 |            |      |             | Rep. Dominicana    | Rep. Dominicana    | ?                  |  |

## Classifica finale
| Classifica | Squadre                 | Qualificazione       |
| ---------- | ----------------------- | -------------------- |
|            | Stati Uniti             | Coppa del Mondo 1985 |
|            | Cuba                    |                      |
|            | Canada                  |                      |
| 4          | Rep. Dominicana         |                      |
| 5          | Antille Olandesi        |                      |
| 6          | Porto Rico              |                      |
| 7          | Panama                  |                      |
| 8          | Haiti                   |                      |
| 9          | Trinidad e Tobago       |                      |
| 10         | Isole Vergini Americane |                      |
| 11         | Guatemala               |                      |